# 马庄街道 (平顶山市)
马庄街道，是中华人民共和国河南省平顶山市湛河区下辖的一个乡镇级行政单位。

## 行政区划
马庄街道下辖以下地区：
电力社区、平高社区、沿河路社区、马南社区、华西社区、站东社区、铁南社区、西铁炉社区、马庄村和岳庄村。